# Hugo Ulbrich

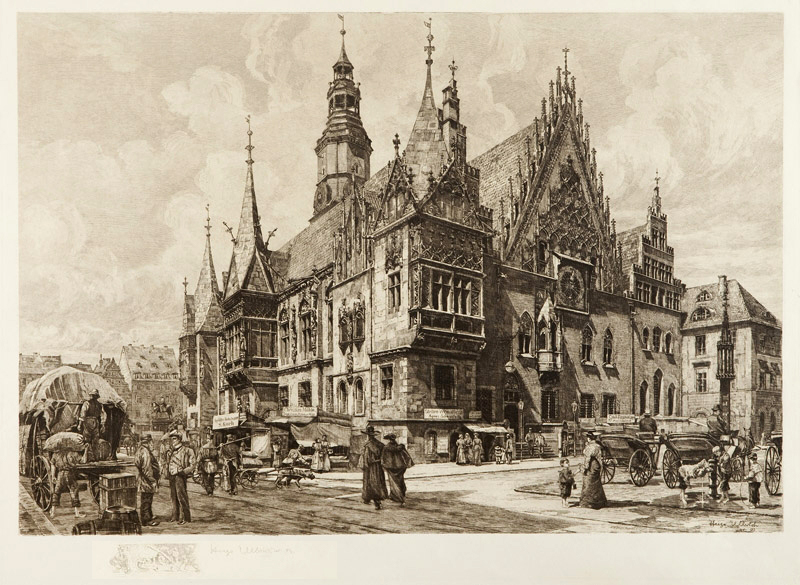
Rathaus von Breslau, 1903

Hugo Ulbrich (* 10. November 1867 in Bad Dirsdorf, Kreis Nimptsch, Provinz Schlesien; † 5. Januar 1928 in Breslau, Provinz Niederschlesien) war ein deutscher Maler, Grafiker und Radierer.

## Leben
Ulbrich besuchte das Gymnasium in Reichenbach im Eulengebirge, dann lernte er drei Jahre lang den Beruf des Buchhändlers in Göttingen. Danach studierte er an der Preußischen Akademie der Künste in Berlin beim Radierer Karl Köpping, wo er auch von Adolf Menzel gefördert wurde. Das Schlesische Museum der Bildenden Künste in Breslau beauftragte ihn 1891 mit den Federzeichnungen für das 1903 erschienene „Bilderwerk schlesischer Kunstdenkmäler“ von Hans Lutsch in vier Bänden.
Ulbrich übersiedelte nach Breslau, wo er bis zu seinem Tod 1928 lebte. Er wurde Mitarbeiter der Leipziger „Zeitschrift für bildende Kunst“. Er unternahm mehrere Studienreisen durch Deutschland und Europa, besuchte auch Ägypten. Ulbrich wurde zum Professor an der Breslauer Kunstakademie berufen. Vom 4. August bis 27. Oktober 2002 fand im Haus Schlesien in Königswinter die Ausstellung Von Westpreußen bis Ägypten und Schlesien mittendrin. Graphiken von Hugo Ulbrich (1867–1928) statt. Viele Werke Ulbrichs befinden sich in deutschen und polnischen Kunstsammlungen.
Illustrierte Werke
- Vom Rhein: 20 Originalradierungen von Bernhard Mannfeld und Hugo Ulbrich. Emil Strauss, Bonn 1890, S. 13, 17, 39 und 43 (digitale-sammlungen.de).
- Hugo Kretschmer: Am Wege und abseits. Kulturhistorische und landschaftliche Skizzen aus Schlesiens Hauptstadt und ihrer Umgebung, mit Federzeichnungen von Hugo Ulbrich und Ernst Müller-Bernburg. Breslau 1907 (Digitalisat).